# Daniel E. Garrett

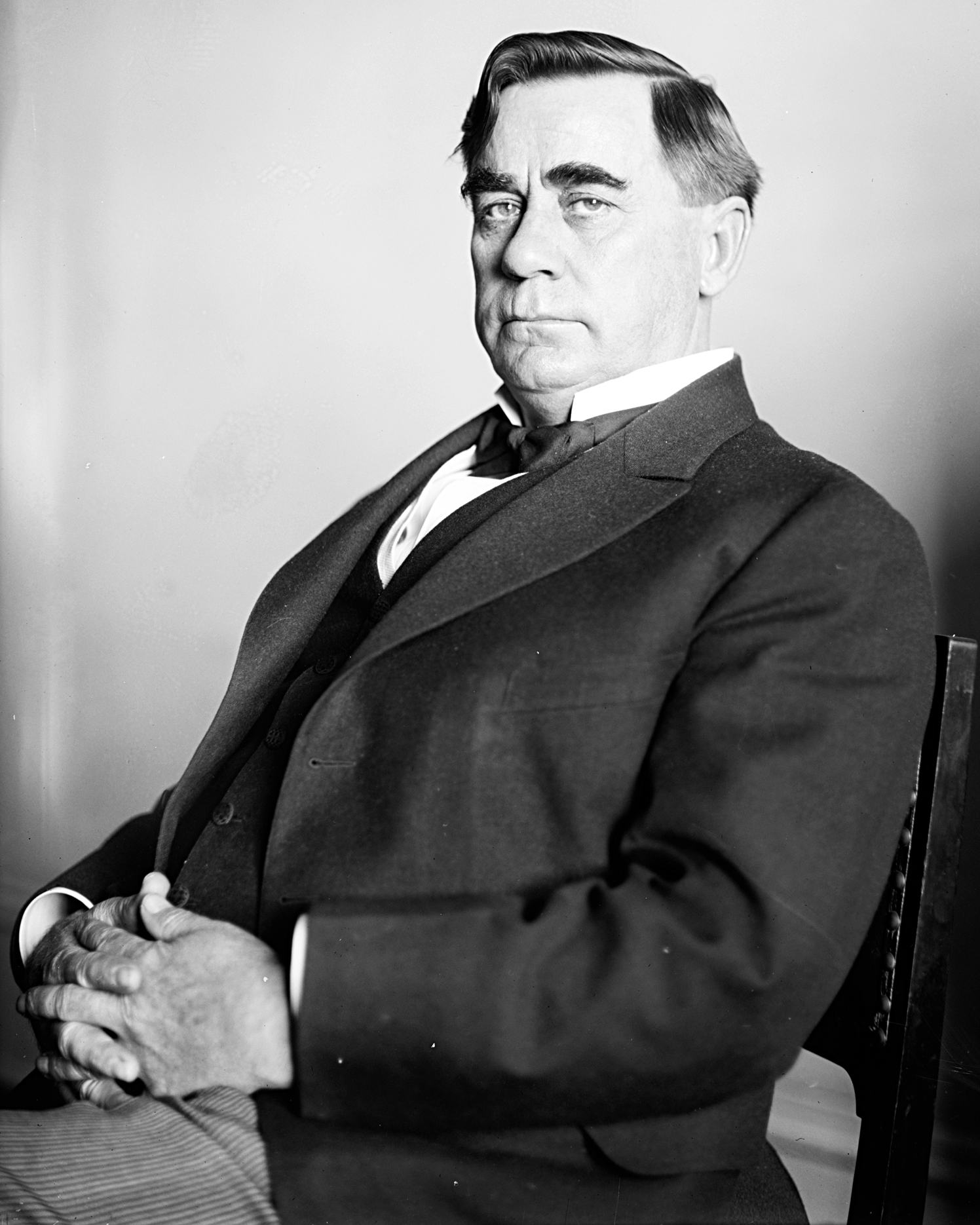
Daniel E. Garrett

Daniel Edward Garrett (* 28. April 1869 bei Springfield, Tennessee; † 13. Dezember 1932 in Washington, D.C.) war ein US-amerikanischer Politiker. Zwischen 1913 und 1932 vertrat er mehrfach den Bundesstaat Texas im US-Repräsentantenhaus.

## Werdegang
Daniel Garrett besuchte die öffentlichen Schulen seiner Heimat. Nach einem anschließenden Jurastudium und seiner 1893 erfolgten Zulassung als Rechtsanwalt begann er in seinem Geburtsort Springfield in diesem Beruf zu arbeiten. Gleichzeitig schlug er als Mitglied der Demokratischen Partei eine politische Laufbahn ein. Zwischen 1892 und 1896 war er Abgeordneter im Repräsentantenhaus von Tennessee. Von 1902 bis 1905 gehörte Garrett dem Staatssenat an. Im Jahr 1905 zog er nach Houston in Texas, wo er als Anwalt praktizierte.
Bei den Kongresswahlen des Jahres 1912 wurde Garrett im damals neu eingerichteten 17. Wahlbezirk von Texas in das US-Repräsentantenhaus in Washington gewählt, wo er am 4. März 1913 sein Mandat antrat. Da er im Jahr 1914 nicht bestätigt wurde, konnte er bis zum 3. März 1915 zunächst nur eine Legislaturperiode im Kongress absolvieren. Danach arbeitete er wieder als Anwalt. Zwei Jahre später wurde Garrett erneut im 17. Distrikt in den Kongress gewählt, wo er am 4. März 1917 James Harvey Davis ablöste, der 1915 sein Nachfolger geworden war. Im Jahr 1918 verzichtete er auf eine weitere Kandidatur. Damit konnte er bis zum 3. März 1919 wieder nur eine Amtszeit im US-Repräsentantenhaus verbringen, die von den Ereignissen des Ersten Weltkrieges geprägt war.
Bei den Wahlen des Jahres 1920 wurde Garrett im achten Wahlbezirk seines Staates erneut in den Kongress gewählt, wo er am 4. März 1921 Joe H. Eagle ablöste. Nach fünf Wiederwahlen konnte er bis zu seinem Tod am 13. Dezember 1932 im Kongress verbleiben. Bei der fälligen Sonderwahl wurde sein Vorgänger Joe Eagle auch zu seinem Nachfolger gewählt.